# Nutrien
Nutrien Ltd. är ett kanadensiskt multinationellt företag inom kemisk industri och jordbruk. Det tillverkar och säljer pottaska samt kväve- och fosfatbaserade jordbruksprodukter. Företaget har verksamheter främst i Argentina, Australien, Brasilien, Chile, Kanada, Kina, Sverige, USA och Venezuela. Nutrien är världens största producent av pottaska samt konstgödsel, oavsett inblandning.
Företaget grundades den 1 januari 2018 när Agrium och Potash Corp blev fusionerade med varandra.